# Patinação de velocidade nos Jogos Olímpicos de Inverno de 2006 - 1500 m masculino
A competição de 1500m masculino de patinação de velocidade nos Jogos Olímpicos de Inverno de 2006 foi disputado no dia 21 de fevereiro.

## Medalhistas
| Ouro   | ITA Enrico Fabris |
| Prata  | USA Shani Davis   |
| Bronze | USA Chad Hedrick  |

## Resultados
| Pos. | Patinador                 | Tempo   |
| ---- | ------------------------- | ------- |
|      | ITA Enrico Fabris         | 1:45.97 |
|      | USA Shani Davis           | 1:46.13 |
|      | USA Chad Hedrick          | 1:46.22 |
| 4    | NED Simon Kuipers         | 1:46.58 |
| 5    | NED Erben Wennemars       | 1:46.71 |
| 6    | RUS Ivan Skobrev          | 1:46.91 |
| 7    | NOR Petter Andersen       | 1:47.15 |
| 8    | NOR Mikael Flygind-Larsen | 1:47.28 |
| 9    | USA Joey Cheek            | 1:47.52 |
| 10   | NOR Even Wetten           | 1:47.78 |
| 11   | CAN Denny Morrison        | 1:48.04 |
| 12   | POL Konrad Niedzwiedzki   | 1:48.09 |
| 12   | CAN Steven Elm            | 1:48.09 |
| 14   | KOR Jong Woo Lee          | 1:48.11 |
| 15   | NED Sven Kramer           | 1:48.36 |
| 16   | KOR Joon Mun              | 1:48.38 |
| 17   | CAN Arne Dankers          | 1:48.42 |
| 18   | ITA Ippolito Sanfratello  | 1:48.44 |
| 19   | USA Derek Parra           | 1:48.54 |
| 20   | NED Jan Bos               | 1:48.61 |
| 21   | RUS Dmitry Shepel         | 1:48.74 |
| 22   | ITA Stefano Donagrandi    | 1:48.85 |
| 23   | RUS Yevgeny Lalenkov      | 1:49.00 |
| 24   | JPN Teruhiro Sugimori     | 1:49.51 |
| 24   | FIN Risto Rosendahl       | 1:49.51 |
| 26   | GER Stefan Heythausen     | 1:49.58 |
| 27   | CAN Justin Warsylewicz    | 1:49.77 |
| 28   | KOR Jin Woo Lee           | 1:49.85 |
| 29   | ITA Matteo Anesi          | 1:49.88 |
| 30   | CHN Xuefeng Gao           | 1:49.91 |
| 31   | GER Tobias Schneider      | 1:50.18 |
| 32   | RUS Aleksandr Kibalko     | 1:50.29 |
| 33   | SWE Johan Rojler          | 1:50.50 |
| 34   | JPN Yusuke Imai           | 1:50.56 |
| 35   | JPN Takahiro Ushiyama     | 1:50.59 |
| 36   | GER Robert Lehmann        | 1:51.04 |
| 37   | GER Joerg Dallmann        | 1:51.32 |
| 38   | JPN Takaharu Nakajima     | 1:51.61 |
| 39   | KAZ Aleksey Belyayev      | 1:52.20 |
| 40   | CHN Changyu Li            | 1:53.32 |
| -    | NOR Havard Bokko          | DNF     |

Legenda
| Recorde mundial      | Recorde mundial (World record)               |                       | Recorde africano                      | Recorde africano (African) |                                           | Q | Classificado por posição (Qualified) |
| Recorde olímpico     | Recorde olímpico (Olympic record)            | Recorde da América    | Recorde da América (Americas)         | q                          | Classificado por melhor tempo (Qualified) |   |                                      |
| Melhor marca do ano  | Melhor marca do ano (World leading)          | Recorde asiático      | Recorde asiático (Asian)              | DNS                        | Não largou (Did not start)                |   |                                      |
| Recorde nacional     | Recorde nacional (National record)           | Recorde europeu       | Recorde europeu (European)            | DNF                        | Não terminou (Did not finish)             |   |                                      |
| Recorde pessoal      | Recorde pessoal do atleta (Personal best)    | Recorde da Oceania    | Recorde da Oceania (Oceania)          | DSQ / DQ                   | Desclassificado (Disqualified)            |   |                                      |
| Recorde da temporada | Recorde da temporada do atleta (Season best) | Recorde sul-americano | Recorde sul-americano (South America) | NM                         | Sem marca (No mark)                       |   |                                      |